# Brucepattersonius paradisus
Brucepattersonius paradisus — вид гризунів з родини Хом'якові (Cricetidae).

## Проживання
Відомий лише з північно-східної Аргентини. Голотип зібраний в скелястому районі в порушеному лісі приблизно 6 м в гору від річки.

## Загрози та охорона
Вирубка лісів є загрозою. Не зафіксований в охоронних територіях.